# Pritrkovanje
Pritrkovanje (tudi pritrkavanje) je igranje na cerkvene zvonove, razširjeno po vsej Sloveniji. 
Pri igranju prideta v poštev tako melodija kot natančno določen ritem. Pestrost le-teh sta odvisna od števila zvonov, ki so na razpolago. Pritrkovanje, tudi klenkanje, pride v poštev, če sta v zvoniku vsaj dva zvonova. Če je obešen samo eden, gre za navadno zvonjenje. Izvajanje se lahko vrši na tri različne načine:
- s kembljem - to je z visečim železnim delom zvona, ki niha
- s kladivom - s posebnim lesenim kladivom se tolče po zunanjem robu zvona
- z vrvjo - preko vzvoda se enakomerno niha zvon

Vse pesmi so relativno enostavne, saj se uporablja najpogosteje do pet zvonov, kar pomeni pet različnih tonov. Le redke večje cerkve imajo namreč več kot pet zvonov. Število pritrkovalcev je toliko, kolikor je zvonov. Včasih je pritrkovalcev manj, ker lahko eden pritrkava na več zvonov. Izjemoma kakšen pritrkovalec obvladuje dva zvonova.
Vaja običajno ne poteka s pravimi zvonovi, ampak bodisi s kompletom miniaturnih pritrkovalskih zvonov bodisi s kompletom pritrkovalskih cevi, ki jih pritrkovalci izdelajo sami. Gre za valjaste kovinske cevi, ki omogočajo pritrkovalcem udobnejšo vajo. Nekateri uporabljajo tudi ploščice od ksilofona ali celo kristalne kozarce, ki jih primerno uglasijo z nivojem vode.
Igranje na prave zvonove je lahko nevarno za ušesne bobniče, če so daljši čas izpostavljeni neposrednemu hrupu. Zato pritrkovalci za zaščito uporabljajo naglavne slušalke, ki znatno zadušijo hrup. Pritrkovalci morajo paziti tudi na zvonove, da s predolgim držanjem kemblja na obodu ne ubijejo zvona.